# Barbara Bates
Barbara Bates (ur. 27 czerwca 1955 w Chicago) – amerykańska projektantka mody. 

## Życiorys
Jej ojciec Elvin Hicks był nauczycielem, a jej matka Vera - gospodynią domową. Ukończyła publiczne liceum Marshall High School.  
W 1984 rozpoczęła pracę jako sekretarka w First National Bank of Chicago, gdzie sprzedała projektowane przez siebie ubrania na przerwie obiadowej. Dwa lata później otworzyła swoje pierwsze atelier o powierzchni 700 m² i do dziś pozostaje wielkim autorytetem w świecie mody. Jej znakiem rozpoznawczym są egzotyczne tkaniny łączone ze skórą. 
Projektuje dla największych gwiazd Hollywood, m.in.: Michelle Obama, Oprah Winfrey, Whitney Houston, Mary J. Blige, R. Kelly, Tyrus Thomas, Will Smith, Mike Tyson, Michael Jordan, Sinbad. Jej kolekcje prezentowane są na największych pokazach w Stanach Zjednoczonych.

## Działalność charytatywna
W 1999 roku Założyła fundację The Barbara Bates Foundation wspierającą nastoletnie samotne matki, które kontynuują naukę w szkołach publicznych.

## Telewizja
The HistoryMakers wydało jej trwający dwie godziny życiorys w formie wideo w 2002 wywiad przeprowadzała Adele Hodge.